# 特種槍械司令部
 特別罪案及行動特種槍械司令部  （英語：Specialist Crime and Operations Specialist Firearms Command，簡稱： SCO19）是倫敦都市警部 的一個特別罪案及行動單位，該司令部負責提供槍械對策能力，以協助平時不配備槍械的普通警員執法，其地位相當於美國的特種武器和戰術部隊和各國的特種警察單位。而在英國其他地方的警察廳也有著類似SCO19的編制，並都是由授權使用槍械的“槍械授權警員”（英語：Authorised Firearms Officer，簡稱：AFO）組成。
該部門的成員均為全職警員，除了部隊的任務以外不用執行其他警務。另外由於他們曾經佩戴藍色貝雷帽，因此有著“藍帽子”的綽號 。而現今的隊員則較常佩戴藍色鴨舌帽或防彈頭盔。

## 歷史
SCO19的前身，槍械部門（英語：Firearms Wing）於1966年布雷布魯克街惨案發生後誕生，以作為當局對警員被謀殺後所作出的回應。它在1986年被改編入特別行動部，並被改名為“SO19”；在2005年再度被改編至中央行動部，成為“CO19”。後來在2012年，因應中央行動部跟特別罪案部的合併，該部門被改名為“SCO19”，

## 部隊編制
- 武裝應對車輛 （Armed Response Vehicle，ARV）
- 特洛伊巡邏單位 （Trojan Proactive Unit，TPU）
- 戰術支援小隊（Tactical Support Teams，TST）
- 特種步槍警員（Specialist Rifle Officers，SRO）
- 反恐特種槍械警員 （Counter-Terrorism Specialist Firearms Officers，CTSFO）

### 武裝應對車輛
武裝應對車輛（ARV）於1991年首次於倫敦進行部署。繼成功之後，於1990年中期，在首都以外的單位也建立了武裝應對車輛。武裝應對車輛的概念是受到西約克郡警察於1976年採用的“即時應對車輛”（Instant Response Cars）所影響。早期的ARV在車廂內的座椅之間有一個藏有武器的安全保險箱，裡面包含了每名隊員專用的.38口徑史密斯威森10型左輪手槍和兩枝HK MP5SF半自動卡賓槍。在近年亦以更先進的格洛克17半自動手槍取代了史密斯威森10型。 武裝應對車輛人員的裝備還包括：防彈盾、破門槌、鐵撬、急救包、HK G36C半自動卡賓槍、HK69榴彈發射器和泰瑟槍等。這些武裝應對車輛都有著“特洛伊”的呼號。

### 特洛伊巡邏單位
特洛伊巡邏單位（TPU）負責以武裝應對車輛在犯罪熱點進行高調的巡邏行動，以望使犯罪活動減少。該單位規模相對較小，主要由分成兩支小隊的24名警員組成，並可由常規ARV任務中調派人員執勤。

### 戰術支援小隊
戰術支援小隊（TST） 由一群具備豐富經驗的ARV警員受訓而成，主要用於支援其他警察單位。TST是SCO19當中採取較積極行動的單位，他們傾向於執行已獲授權、預先安排，並由情報所帶動的行動。這些行動包括高風險逮捕和突擊犯罪集團的巢穴，當中疑犯可能持有槍械。他們也可被部署於由其他特別單位（如：飛行小隊和一些監視單位）主導的行動以在必要關頭時作武裝後援。TST的隊員會執行公開（穿著制服）和隱蔽（穿著便衣）的行動。

### 特種步槍警員
特種步槍警員為具備使用狙擊步槍或精確射手步槍相關經驗的槍械授權警員（英語：Authorised Firearms Officer，簡稱：AFO），他們會在SCO19預先安排的行動中部署步槍小隊，通常會在有利的位置提供監察。步槍小隊的武器包括HK G3K半自動步槍。

### 特種槍械警員
SCO19當中的特種槍械警員（SFO，又譯：武裝特警隊）是由一群掌握多項技能的警員組成，他們有能力進行武裝執法，如：快速干預和人質救援。所有的SFO在加入部隊之前都必須曾在ARV中服役過。其65天的初級訓練包括進階武器操作訓練，隊員會接觸到各種槍械（包括：HK G36和HK G3），其他訓練包括：垂降、水上行動、攻房和對干擾裝置的操作等。他們也被訓練在CBRN的環境下執行任務並針對發生在倫敦的恐怖襲擊作出應對。SFO隊伍幾乎只專注於支援授權的槍械行動並在制定攻堅和其他行動當中扮演著高度專業的角色。目前倫敦都市警部的SFO已被新成立，且更高水準的CTSFO所取代。

#### 反恐特種槍械警員
反恐特種槍械警員（CTSFO，又譯：反恐特警隊），是倫敦都市警部首創，於2012年為了確保倫敦奧運會的順利舉行而成立，它是SCO19當中另一個採取積極行動的單位，它的出現取代了之前的特種槍械警員（SFO）編制。他們的任務包含了反恐和人質救援，採用的戰術源自特種空勤團。跟TST一樣，CTSFO會向其他特別警察單位提供槍械支援，也可執行高調和隱蔽的行動。他們隨時準備就在倫敦發生的國家一級恐怖襲擊或重大罪案作出應對。CTSFO被組織成6名督察、1名高級行動管理員和7支分隊。每支分隊由1名警官帶領其餘15名警員。該單位會被要求突擊建築物、飛機、巴士、列車和船隻，不論該船隻是停泊在碼頭上還是在航行中。因此，CTSFO需要接受比TST更加進階的訓練。跟TST一樣，CTSFO的隊員在進行入隊選拔和訓練前都必須曾在ARV中服役過。從SFO成立的時代開始，倫敦都市警部的特種槍械警員不時都會跟英國特種部隊（特種空勤團和特别舟艇隊）進行聯合訓練。
除了倫敦都市警部以外，目前英國多個地方的警察局的槍械單位都設有CTSFO部隊。
CTSFO目前是英國最高級別的國家級特種警察編制，因此當局成立了“CTSFO網絡”，並在倫敦以外的地區（包括蘇格蘭）設有5個由CTSFO隊員組成的地方分支，以方便應付發生在各地的恐襲威脅。
於2013年李·里格比謀殺案發生後，西米德蘭茲郡警察的CTSFO就曾被派到倫敦以支援倫敦都市警部。
CTSFO的隊員以SIG MCX卡賓槍作為主力武器，並穿著灰色的制服以及配備相同顏色的裝備。

## 已知裝備

### 個人武器

#### 手槍
| 武器名稱 | 原產地 | 備註 |
| -------- | ------ | ---- |
| 克拉克17 | 奥地利 | -    |

#### 半自動步槍／突擊步槍
| 武器名稱              | 原產地 | 備註                                            |
| --------------------- | ------ | ----------------------------------------------- |
| HK MP5SF              | 德国   | 開始被SIG Sauer MCX所取代                       |
| HK G36CSF             | 德国   | 開始被SIG Sauer MCX所取代                       |
| SIG Sauer 516         | 美国   | 開始被SIG Sauer MCX所取代                       |
| SIG Sauer MCX         | 美国   | CTSFO的主力步槍。除CTSFO外也有其他SCO19單位使用 |
| SIG Sauer MCX Rattler | 美国   | 為原型槍，有限使用                              |
| HK G3K                | 德国   | 主要用作精確射手步槍                            |
| SIG Sauer 716         | 美国   | 主要用作精確射手步槍                            |

#### 狙擊步槍
| 武器名稱      | 原產地 | 備註 |
| ------------- | ------ | ---- |
| 精密國際AT308 | 英国   | -    |

#### 散彈槍
| 武器名稱 | 原產地 | 備註 |
| -------- | ------ | ---- |
| 伯奈利M3 | 義大利 | -    |

#### 榴彈發射器
| 武器名稱 | 原產地 | 備註                       |
| -------- | ------ | -------------------------- |
| HK69     | 德国   | 發射各種40毫米低殺傷力榴彈 |

### 個人裝備
- 工作服
  -  始祖鳥Leaf系列灰色工作服（CTSFO隊員穿著）
- 戰術頭盔
  -  Mk 7（已退役）
  -  AC-900系列（已退役）
  -  Pro-Tec ACE（為沒有防彈功能的運動頭盔，現已很少使用）
  -  Ops-Core FAST Ballistic／XP
- 抗噪耳機
  -  3M Peltor Comtac XPI
- 攜板背心
  -  C2R-MOR Lite（灰色版本）
  -  5.11 Tactical Tactec
- ASP警棍
- 催淚噴劑
- X26泰瑟槍
- 手扣
- 對講機
- 夜視儀
- 防彈盾
- 破門鎚
- 鐵撬
- 急救包

## 登場作品

### 電子遊戲
- 《虹彩六號：圍攻行動》：都市戰術反應部隊（GSUTR）中的其中一名幹員是來自倫敦都市警部特種槍械司令部的女警，Clash。
- 《決勝時刻：現代戰爭》：在戰役模式關卡“皮卡迪尼”中，特種空勤團幹員凱爾·蓋瑞克被部署到倫敦都市警部特種槍械司令部與反恐特警隊員（CTSFO）一同執行在英國本土的反恐任務。而在聯機模式中，反恐特警隊員亦以“同盟”陣營“軍事模擬”幹員的人物皮膚登場。其造型與現實中的反恐特警隊員大致相同。

## 另見
- 特種空勤團
- 特別任務連
- 特種武器和戰術部隊
- 人質拯救隊